# Chiasmia brongusaria
Chiasmia brongusaria is een vlinder uit de familie spanners (Geometridae). De wetenschappelijke naam van deze soort is voor het eerst geldig gepubliceerd in 1860 door Walker.
De soort komt voor in tropisch Afrika.